# Hy White
Hyman White (Boston, 17 december 1915 - Riverdale (New York), 28 februari 2011) was een Amerikaanse jazzgitarist uit het swing.

## Biografie
White begon op de viool en richtte al tijdens zijn schooltijd een groep op, Hy White and His Pals, waarin hij banjo speelde voordat hij overstapte op de gitaar. Hij speelde vanaf 1938 bij Woody Herman and His Orchestra, als solist is hij te horen op nummers als "Blue Ink“, "Red River Blues“ en "Blues Upstairs“. White speelde ook mee op Herman's sessies met Connee Boswell (1939) en Bing Crosby (1941). In april 1944 verhuisde hij naar de bigband van Les Brown. In die tijd werkte hij ook mee aan opnames van Muggsy Spanier & His V-Disc All Stars, Trummy Young, Tony Pastor, Frank Sinatra, Gene Krupa, Ella Fitzgerald, Jo Stafford, Martha Tilton, Coleman Hawkins, Dave Matthews, Marie Bryant, Bernie Leighton, Elliot Lawrence, Pearl Bailey, Jerry Gray en Sam Donahue. Na zijn tijd bij Les Brown werkte hij samen met o.m. Milt Herth, Billy Butterfield, Mary Osborne, Johnny Hartman, Jimmy Dorsey Orchestra (1950-1952) en, opnieuw, Woody Herman (1951). In de late jaren 50 werkte hij mee aan platensessies van Johnny Ray (The Big Beat) en Little Jimmy Scott. White werkte tevens in het orkest van Ray Bloch in de Ed Sullivan Show. Volgens eigen zeggen heeft hij gitaarmuziek van de Beatles in die show overgedubd, omdat de groep het geluid niet sterk genoeg vond. In de jaren 70 speelde hij in de band van zanger Peter Dean. In de jazz was hij tussen 1928 en 1980 betrokken bij 161 opnamesessies.
White was ook actief als muziekpedagoog, zo gaf hij les aan Paul Simon en Carly Simon en schreef hij gitaarleerboeken.